# John Pitt, 2. Earl of Chatham

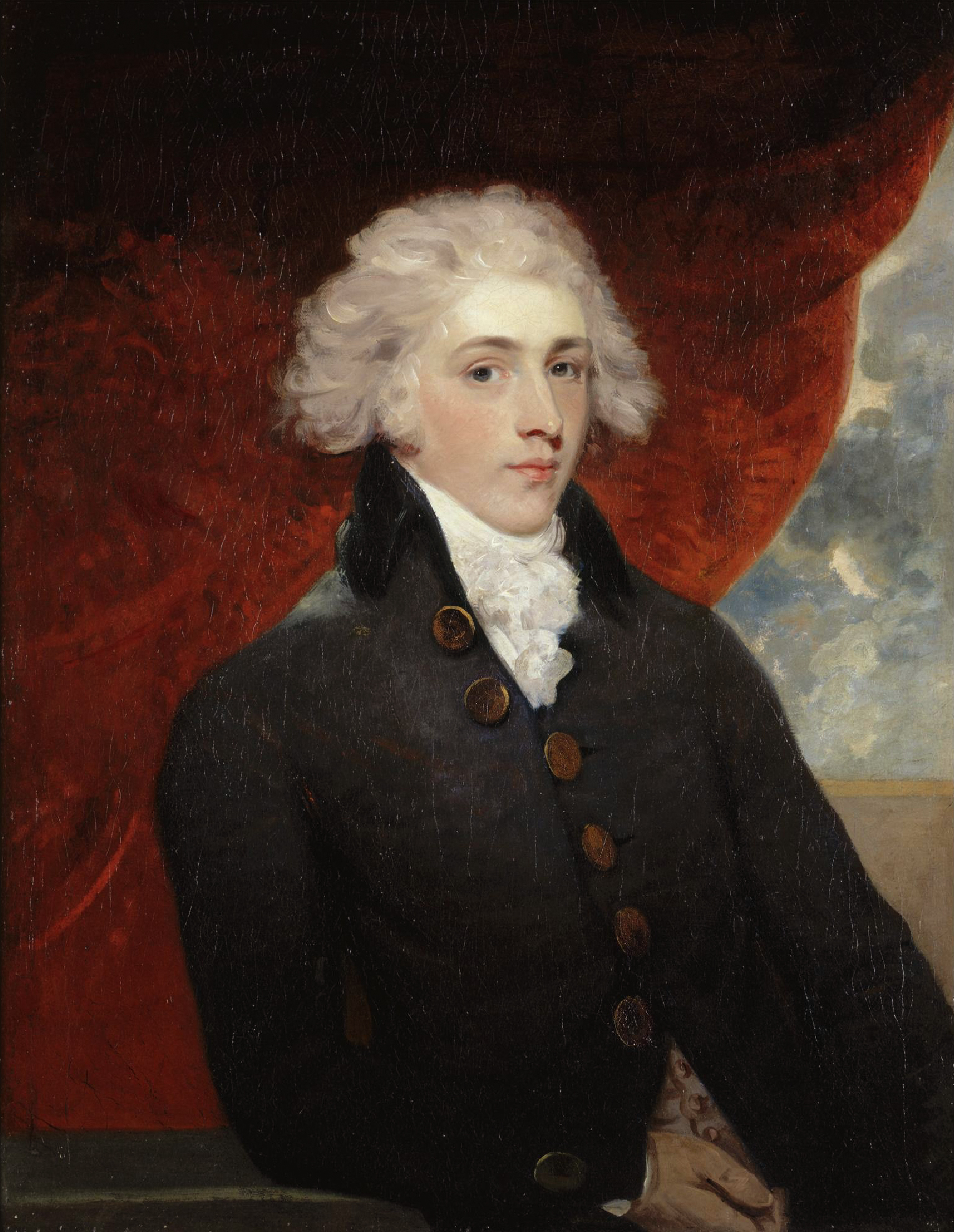
John Pitt, 2. Earl of Chatham

John Pitt, 2. Earl of Chatham (* 9. Oktober 1756 in Hayes, London-Bromley; † 24. September 1835 in London) war ein britischer Offizier und Politiker. Er war unter anderem Erster Lord der Admiralität. Im Jahr 1809 war er Befehlshaber der gescheiterten Walcheren-Expedition. Zuletzt war er Gouverneur von Gibraltar.

## Familie
John Pitt war der älteste Sohn von William Pitt, 1. Earl of Chatham und Hester Grenville, 1. Baroness Chatham. Sein Bruder war William Pitt der Jüngere. Er selbst heiratete am 10. Juli 1783 Mary Elisabeth Townshend (1762–1821), eine Tochter von Thomas Townshend, 1. Viscount Sydney. Das Paar hatte keine Kinder.

## Leben
Pitt trat 1774 als Ensign in ein Infanterieregiment der britische Armee ein. Im Jahr 1778 wurde er zum Lieutenant befördert. Zeitweise diente er im Amerikanischen Unabhängigkeitskrieg. Im Range eines Captain nahm er an der langen Belagerung von Gibraltar zwischen 1779 und 1783 teil.
1778 erbte Pitt beim Tod seines Vaters dessen Adelstitel als 2. Earl of Chatham und 2. Viscount Pitt und wurde dadurch Mitglied des House of Lords. Beim Tod seiner Mutter erbte er 1803 auch deren Titel als 2. Baron Chatham.
Auch durch den Einfluss seines Bruders William, der seit 1783 britischer Premierminister war, wurde er 1788 Erster Lord der Admiralität. Gute Beziehungen hatte er zu König Georg III. Seit 1789 gehörte er dem Privy Council an. Zeitweise war er Lordsiegelbewahrer. Im Jahr 1790 wurde er als Knight Companion in den Hosenbandorden aufgenommen. Er gab den Posten in der Admiralität 1794 auf. Kurz zuvor war er ohne ein tatsächliches Kommando zu haben, zum Colonel befördert worden.
Nach dem Ende seiner Zeit als Lord der Admiralität gehörte er weiter der Regierung an. Im Jahr 1795 wurde er Major-General. Ein Jahr später wurde er Lord President of the Council. Dieses Amt behielt er bis 1801. Zeitweise kommandierte er 1799 eine Brigade in den Niederlanden und wurde dabei verwundet. Zwischen 1801 und 1806 war er Master-General of the Ordnance. Dies entspricht in etwa einem Generalfeldzeugmeister mit Kabinettsrang. Damit war er unter anderem für die Artillerie und das Militäringenieurswesen verantwortlich. Nach dem Tod seines Bruders verlor er den Posten und nahm ihn erneut von 1807 bis 1810 ein. Im Jahr 1802 wurde er zum Lieutenant-General befördert.
Sein eigentliches Ziel war aber militärischen Ruhm zu ernten. Im Jahr 1808 streckte er seine Fühler aus, um das Oberkommando auf der Iberischen Halbinsel zu erhalten. Dieses ging aber an Arthur Wellesley. Stattdessen bekam er 1809 das Kommando über die Walcheren-Expedition. Dieser war das bislang größte britische Landungsunternehmen und zielte auf die Gewinnung von Antwerpen ab. Das Unternehmen erwies sich als völliger Fehlschlag mit hohen Verlusten. Dabei spielte das begrenzte militärische Talent Chathams eine Rolle. Andere Faktoren, wie die Uneinigkeit zwischen Armee und Marine und der Streit in der Regierung, kamen hinzu.
Die Niederlage hat seine Reputation nachhaltig schwer geschädigt. Gleichwohl wurde er 1812 zum General befördert. Er diente als Gouverneur von Plymouth zwischen 1805 und 1807. Zwischen 1807 und 1820 war er Gouverneur von Jersey und von 1820 bis 1835 von Gibraltar.
Da er keine Nachkommen hatte, erloschen seine Adelstitel bei seinem Tod.